# カルロス・パイタ

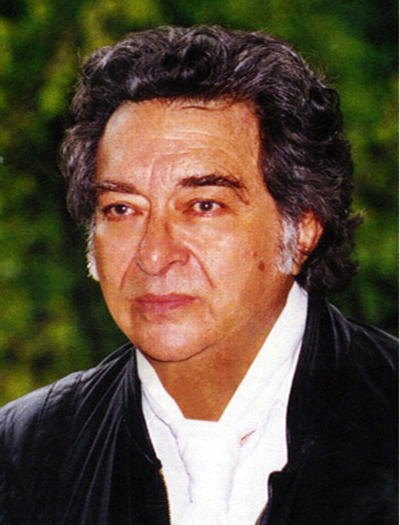
カルロス・パイタ

カルロス・パイタ（Carlos Païta, 1932年5月10日 - 2015年12月19日）はアルゼンチン出身の指揮者。
ブエノスアイレスの富裕な上流市民の家庭に生まれる。物心ともに何不自由ない環境の中、レコードやコンサートの鑑賞ならびにコンサートのリハーサルの見学を通じて、音楽への関心をはぐくみ、とりわけヴィルヘルム・フルトヴェングラーに傾倒を深める。その後アメリカ合衆国に留学し、アルトゥール・ロジンスキに入門したという。帰国してからコロン歌劇場を皮切りに、オペラ指揮者として演奏活動に入る。1968年より渡欧し、ロンドンのデッカ・レコードと契約。この頃に録音・発表されたLP「ワーグナー管弦楽曲集」は、フランスACCディスク大賞を受賞した。
裕福な家庭環境によってその後も自由気ままな音楽活動が保障されたために、1980年代にスイスに独自レーベル「ロディア（Lodia ）」を創設。ヨーロッパのさまざまなオーケストラを渡り歩いて、気の向くままに録音活動に取り組んだ。
概してパイタの演奏は、音色やデュナーミクのあざといまでの盛り上げ方によって、典型的な「爆演系」の演出が見出される。したがって、そのいささか恣意的な表現をキワモノとして嫌う向きもある一方で、「鮮明な録音でよみがえったフルトヴェングラー」と好意的に評価する向きもある。とはいえ、ベートーヴェンの「交響曲第5番」の場合のように、自然で正統的な解釈によって高い評価を得た録音もないわけではない。いずれにせよパイタの解釈・表現の特異性は、評論家の意見やレコードのセールスに苦慮することなく、思うがままの音楽活動を続けることを許した経済力に発していることは間違いなかろう。
パイタはベートーヴェン以降の一連のロマン派音楽や国民楽派を好んで取り上げているものの、モーツァルト以前やドビュッシー以降の音楽はほとんど無視しており、レパートリーにはっきりした偏りが認められる。フランス音楽の音源はベルリオーズの「幻想交響曲」が、イタリア音楽の音源は、ロッシーニの序曲集とヴェルディの「レクイエム」があるのみである。また、シューベルトやブルックナー、ブラームス、マーラーがほとんど1曲ずつしか録音されていない。これに対して、ベートーヴェンやワーグナー、チャイコフスキー、ドヴォルザークは録音数が多く、格別の思い入れが示されている。
2015年12月19日にスイスで亡くなったと報道された。